# Saint-Avit (Charente)
Saint-Avit település Franciaországban, Charente megyében. Lakosainak száma 219 fő (2022. január 1.). Saint-Avit Bazac, Chalais, Médillac, Rioux-Martin és Saint-Quentin-de-Chalais községekkel határos.

## Népesség
A település népessége az elmúlt években az alábbi módon változott:
| Lakosok száma | 185  | 209  | 194  | 153  | 198  | 205  | 199  | 216  | 217  | 219  |
|               | 1968 | 1982 | 1990 | 2006 | 2013 | 2015 | 2017 | 2019 | 2020 | 2022 |